# Travesio
Travesio is een gemeente in de Italiaanse provincie Pordenone (regio Friuli-Venezia Giulia) en telt 1816 inwoners (31-12-2004). De oppervlakte bedraagt 28,8 km², de bevolkingsdichtheid is 63 inwoners per km².

## Demografie
Travesio telt ongeveer 785 huishoudens. Het aantal inwoners daalde in de periode 1991-2001 met 3,1% volgens cijfers uit de tienjaarlijkse volkstellingen van ISTAT.
| Jaar | Inwoneraantal |
| ---- | ------------- |
| 1991 | 1823          |
| 2001 | 1767          |

## Geografie
De gemeente ligt op ongeveer 226 m boven zeeniveau.
Travesio grenst aan de volgende gemeenten: Castelnovo del Friuli, Meduno, Pinzano al Tagliamento, Sequals, Tramonti di Sotto.